# فرود نرم

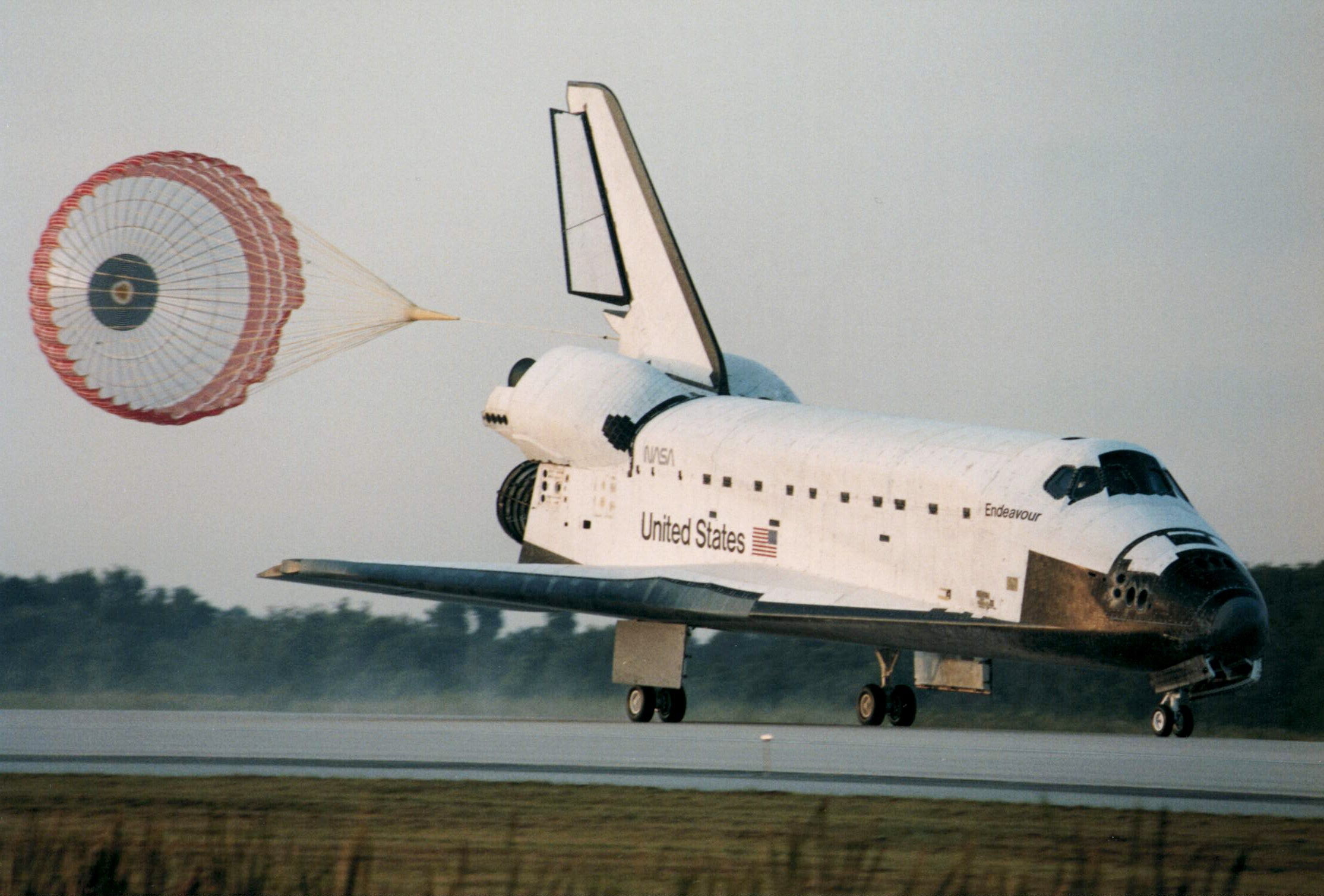
فضاپیمای اندور در حال انجام فرود نرم

فرود نرم (انگلیسی: Soft landing) اشاره به هر نوع فرود هواپیما، موشک و یا فضاپیما است که برخلاف فرود سخت، صدمه قابل‌توجهی به حامل یا محموله وارد نمی‌کند. سرعت عمودی متوسط در یک فرود نرم می‌بایست حدود ۲ متر (۶٫۶ فوت) بر ثانیه و یا کمتر باشد.